# Proprietate chimică
O proprietate chimică este orice proprietate care devine observabilă în timpul unui proces chimic, sau după desfășurarea acestuia. Altfel spus, proprietatea chimică este o calitate care poate fi stabilită doar prin schimbarea identității chimice a unei substanțe.
Câteva exemple de proprietăți chimice sunt: afinitatea pentru electroni, starea de oxidare preferată, puterea calorifică, toxicitatea, etc.